# Julian Velard
Julian Velard (ur. 6 października 1979 w Nowym Jorku) – amerykański pianista, śpiewak i twórca tekstów piosenek, ma kontrakt z Virgin UK.

## Życiorys
Uczęszczał do Wyższej Szkoły Muzyki i Sztuki Fiorello H. LaGuardia i do Hampshire College, w Amherst, Massachusetts, gdzie studiował pod opieką Yousef Lateef. Tworzył muzykę dla filmu Adriana Greniera, Bringing Rain. Mieszka w Londynie odkąd podpisał umowę z brytyjską firmą latem 2007 roku.